# Joerjevklooster
Het Joerjevklooster (Russisch: Юрьев монастырь, Joerjev monastyr) is een Russisch-orthodox klooster in het noordwesten van Rusland. Het staat direct ten zuiden van Veliki Novgorod op de linkeroever van de rivier de Volchov nabij de monding in het Ilmenmeer. Het behoort tot de oudste Russische kloosters en was het voornaamste klooster van de republiek Novgorod. 
Het klooster wordt gedomineerd door de kathedraal van de heilige Georgius, waarvan de bouw in 1119 begon onder Vsevolod Mstislavitsj. De kronieken maken gewag van de naam van de bouwer: "meester Peter" is daarmee een van de weinige middeleeuwse Russische architecten wier naam is opgetekend. 
De kerk heeft een vrijwel vierkant grondplan en telt drie zilveren koepels, een ongebruikelijk aantal (doorgaans zijn het er vijf). In het interieur zijn 12e-eeuwse fresco's te vinden, maar deze verkeren sinds de restauratie van 1902 niet meer in hun originele staat.
Een tweede belangrijke kerk binnen de kloostermuren is de kathedraal van de Kruisverheffing, die uit de periode 1823-1826 dateert en vijf blauwe koepels heeft.
Het klooster viel in de Sovjettijd en tijdens de Tweede Wereldoorlog ten prooi aan verschillende verwoestingen. Het werd in 1991 teruggegeven aan de Russisch-orthodoxe Kerk en is sindsdien gedeeltelijk gerestaureerd. Het staat sinds 1992 samen met andere historische bouwwerken in en rond Veliki Novgorod op de Werelderfgoedlijst.